# Flotta di Mazian
Nell'Universo della Lega e della Confederazione creato da C. J. Cherryh, la flotta di Mazian indica le astronavi militari e i rispettivi equipaggi che si mantengono fedeli al loro comandante, il carismatico, ambizioso Conrad Mazian, quando questi rinnega la sua fedeltà alla Terra.

## Storia
Le astronavi erano state originariamente costruite come parte della flotta dell'Anonima Terra, la grande azienda che si occupava dell'esplorazione e della colonizzazione dello spazio extrasolare per conto della Terra. La flotta, che all'inizio comprendeva 50 astronavi, era stata varata e inviata nello spazio per costringere all'obbedienza le stazioni spaziali che si erano sottratte al controllo terrestre e avevano formato uno stato indipendente, la Confederazione. Questo diede avvio alla lunga “Guerra dell'Anonima”.
All'inizio del romanzo La lega dei mondi ribelli, la flotta si è ridotta a 15 navi male in arnese, la cui lealtà verso la Terra, sempre più indifferente, è in declino. Costretto a una guerra di logoramento, con la prospettiva di una sicura sconfitta, Mazian escogita un piano sottile e pericoloso che prevede l'evacuazione forzata di alcune stazioni per creare una regione di spazio vuota, che funga da barriera invalicabile tra la Confederazione e la Terra. L'attuazione di questa strategia costa alla flotta cinque astronavi. Mazian lancia la flotta nell'ultimo critico attacco, ma è costretto a cancellare l'azione quando riceve un messaggio da un alto funzionario dell'Anonima Terra, che comunica l'avvio di trattative di pace e gli ordina di cessare le ostilità. La flotta allora si ritira presso il pianeta Pell, dopo aver perduto un'altra nave.
A questo punto, Mazian prende la fatale decisione di ribellarsi e di tentare di prendere il controllo della Terra stessa. La conclusione di La lega dei mondi ribelli lascia intendere il fallimento di questo piano, dopo la defezione di Signy Mallory, una dei capitani di grado più elevato della flotta, e della sua nave Norway, che si schiera con l'appena costituita Lega dei Mercanti, con capitale a Pell. Le astronavi superstiti, dichiarate fuorilegge da tutte le tre potenze, si abbandonano alla guerriglia e alle razzie, assalendo stazioni e navi mercantili per procurarsi rifornimenti e personale.
La flotta di Mazian è citata in almeno altri tre romanzi. In Rimrunners, l'India, comandata da Keu, viene intrappolata mentre tenta di rifornirsi di carburante presso il sistema di Thule, ed è catturata o (più probabilmente) distrutta dalla Norway. Alla fine di Merchanter's Luck, l'Australia, comandata da Tom Edger, deve evacuare una stazione secondaria, costretta dalla Norway e dai mercantili armati Finity's End e Dublin Again. Tuttavia in Tripoint si rivela un fato più promettente per la flotta rinnegata: è stato scoperto un remoto pianeta abitabile, e una nuova colonia vi è segretamente in corso di costruzione.

## Astronavi
Le astronavi della flotta di Mazian, come le loro controparti nelle forze armate della Confederazione, possono essere paragonate a una combinazione delle odierne navi da battaglia e portaerei. Esse sono pesantemente armate e in grado di combattere direttamente, ma trasportano anche ricognitori, cioè navi a corto raggio destinate all'uso all'interno di un sistema solare e incapaci di viaggi interstellari. In La lega dei mondi ribelli la Norway ne ha quattro. Un'altra caratteristica notevole delle astronavi militari è la loro grande capacità di accelerazione, che le avvantaggia enormemente nei confronti delle navi mercantili e civili.
Le astronavi della flotta citate nei romanzi sono le seguenti:
- La lega dei mondi ribelli: Brazil, Italia, Wasp, "la iellata" Miriam B., Norway, Europe, Tibet, Africa, Australia, India, North Pole, Atlantic, Pacific, Libya
- Devil to the Belt: Hamilton.

## Equipaggi
È probabile (anche se non viene mai detto esplicitamente) che alcuni membri degli equipaggi siano in servizio fin dalle origini della flotta; ciò è reso possibile dalla dilatazione del tempo e dall'uso del “rejuv”, un trattamento medico che prolunga la vita (in Rimrunners, un membro dell'equipaggio sostiene di essere stato in servizio su una nave incapace di viaggiare a velocità superiore a quella della luce, ancora più vecchia della flotta dell'Anonima). Altri sono arruolati, volontariamente o no, da navi mercantili (dedite al commercio interstellare) e da navi “intrasistema” (cioè non attrezzate per i viaggi interstellari). Signy Mallory è un esempio del primo caso, Bet Yeager (in Rimrunners) lo è del secondo. Infine, vi sono i sopravvissuti di altre astronavi della fotta distrutte o perdute. Ad esempio, nella Norway alcuni membri dell'equipaggio provengono da Brazil, Italia, Wasp e Miriam B.
L'equipaggio comprende fanteria spaziale equipaggiata con uniformi armate e corazzate, simili a quelle che compaiono in Fanteria dello spazio di Robert A. Heinlein.  Rimrunners fornisce diversi dettagli su di essi e sulle loro capacità.